# Gabriel Høyland
Gabriel Høyland (ur. 10 lutego 1955 w Bryne) – norweski piłkarz występujący na pozycji pomocnika. Trener piłkarski.

## Kariera klubowa
Høyland całą karierę spędził w Bryne FK. Rozpoczynał w sezonie 1974 w drugiej lidze. W sezonie 1975 awansował z zespołem do pierwszej ligi. W sezonach 1980 oraz 1982 wywalczył z nim wicemistrzostwo Norwegii. W 1986 roku zakończył karierę.

## Kariera reprezentacyjna
W reprezentacji Norwegii Høyland zadebiutował 8 sierpnia 1974 w przegranym 1:2 meczu Mistrzostw Nordyckich ze Szwecją. 18 czerwca 1975 w zremisowanym 1:1 pojedynku eliminacji Letnich Igrzysk Olimpijskich 1976 z Finlandią strzelił pierwszego gola w kadrze. W latach 1974–1982 w drużynie narodowej rozegrał 24 spotkania i zdobył 3 bramki.